# Рагуїл
Рагуїл (латинизований варіант Raguel, івр. רְעוּאֵל — Реуе́ль, дослівно друг Божий) — в юдаїстичній постбіблійній міфології один з семи архангелів.
У канонічних книгах Біблії архангел Рагуїл не згадується. Відповідно до ефіопської версії апокрифічної Книги Еноха, він — «один зі святих ангелів, що йдуть за всіма світилами» (20:4, 23;4). У другій книзі Еноха і пізніше ім'я Рагуїл часто змішується з ім'ям вогняного ангела Разиїла, небесного проводаря Еноха. Без жодних серйозних аргументів дехто з ангелологів вважає, що саме про Рагуїла йдеться в Одкровенні Іоанна Богослова 3:7-13, 9:14 та Книзі Даниїла 7:10.
В агадичній традиції образ Рагуїла (Разиїла) зазнає значного розвитку. Пізніша легенда про вознесіння на небо Мойсея описує Рагуїла як ангела, що простягає свої крила над ангельским чином хайот («життя»), щоб решта ангелів, які служать Богові, не були знищені їхнім вогняним диханням.
В ісламі відомий як Рагу-Яль.
У середньовічній міфології Рагуїл уявлявся як родоначальник практичної кабали та ангел магії, котрий дав людям знання астрології, гаданта та амулетів. Середньовічна «Книга Разиїла» являє собою збірку різних «тайн» про створення мира, будову небес, імена ангелів, амулети й заклинання, переданих Разиїлом Адамові після вигнання того з раю (по іншій версії - Ноєві перед входом його до ковчега). Книга ця дійшла буцімто до царя Соломона. За існуючим повір'ям, будинок, у якому вона зберігається, не підвладний пожежі.
На Заході культ Рагуїла було офіційно засуджено святим папою Римським Захарією в 745 році. У Православній Церкві вшанування його немає.